# Hendrik van Duffel
Hendrik van Duffel (circa 1370), was een ridder heer van Ranst en heer van Tielen.
Hij was op 6 augustus 1370 in Herentals met Agnes getrouwd, waarvan de familienaam niet in historische stukken staat vermeld. Hij moest voor het beheer van de heerlijkheid Tielen 20 gouden kronen heffing betalen aan de markgraaf Constijn van Herentals. 
Dit echtpaar heeft vermoedelijk het kasteel van Tielen gebouwd waarvan de oude delen tot deze tijd teruggaan. Ze hebben met zekerheid op 2 januari 1380 een kapel opgericht in Tielen. De kerkgemeenschap Tielen behoorde nog tot 1612 tot de parochie Gierle voordat het een eigen parochie werd.
Het echtpaar had minstens één zoon Jan van Duffel (1392), de volgende heer van Tielen.